# Eikó Hosoe

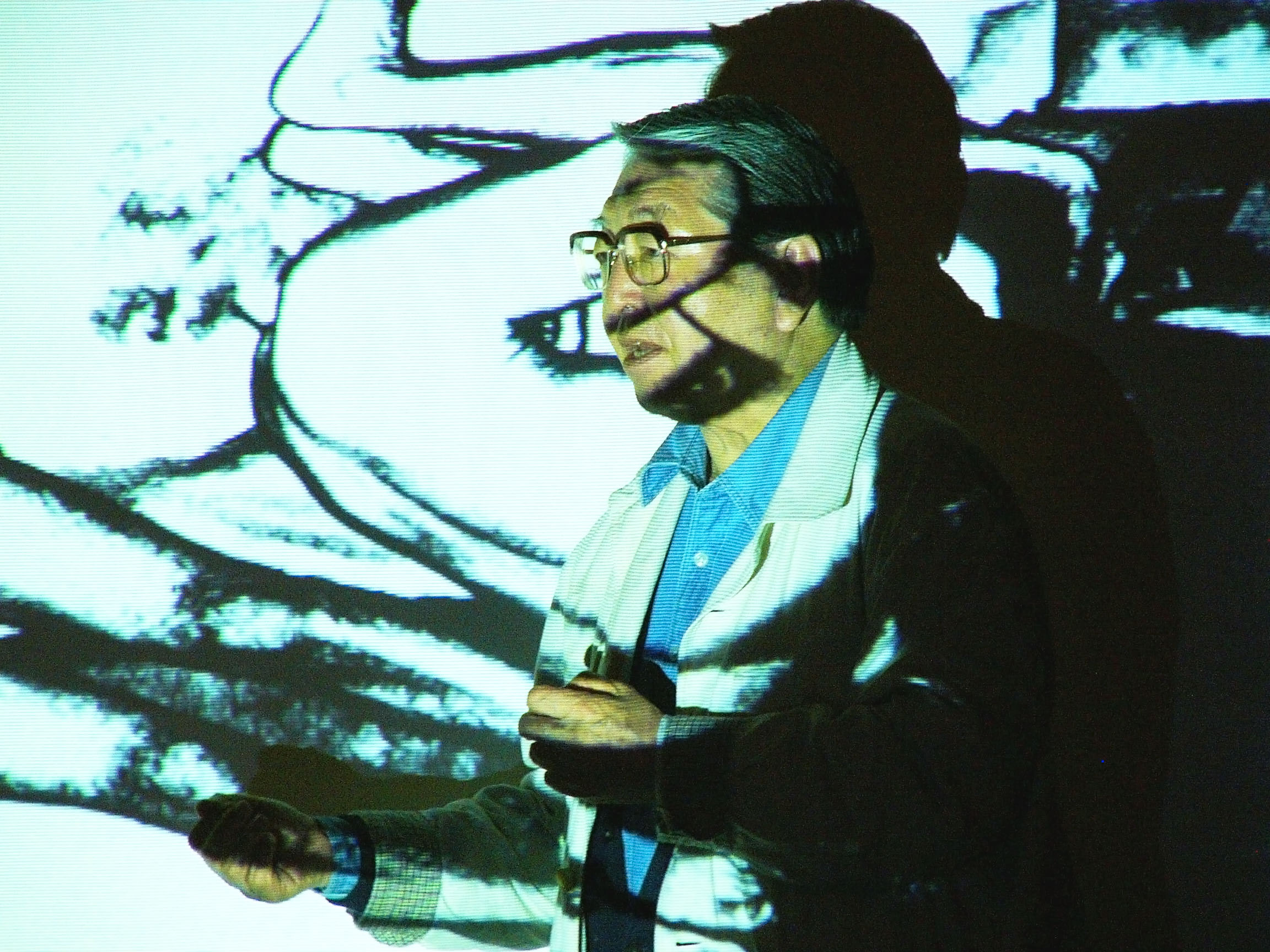
Hosoe během FotoArtFestival 2005 v Polsku

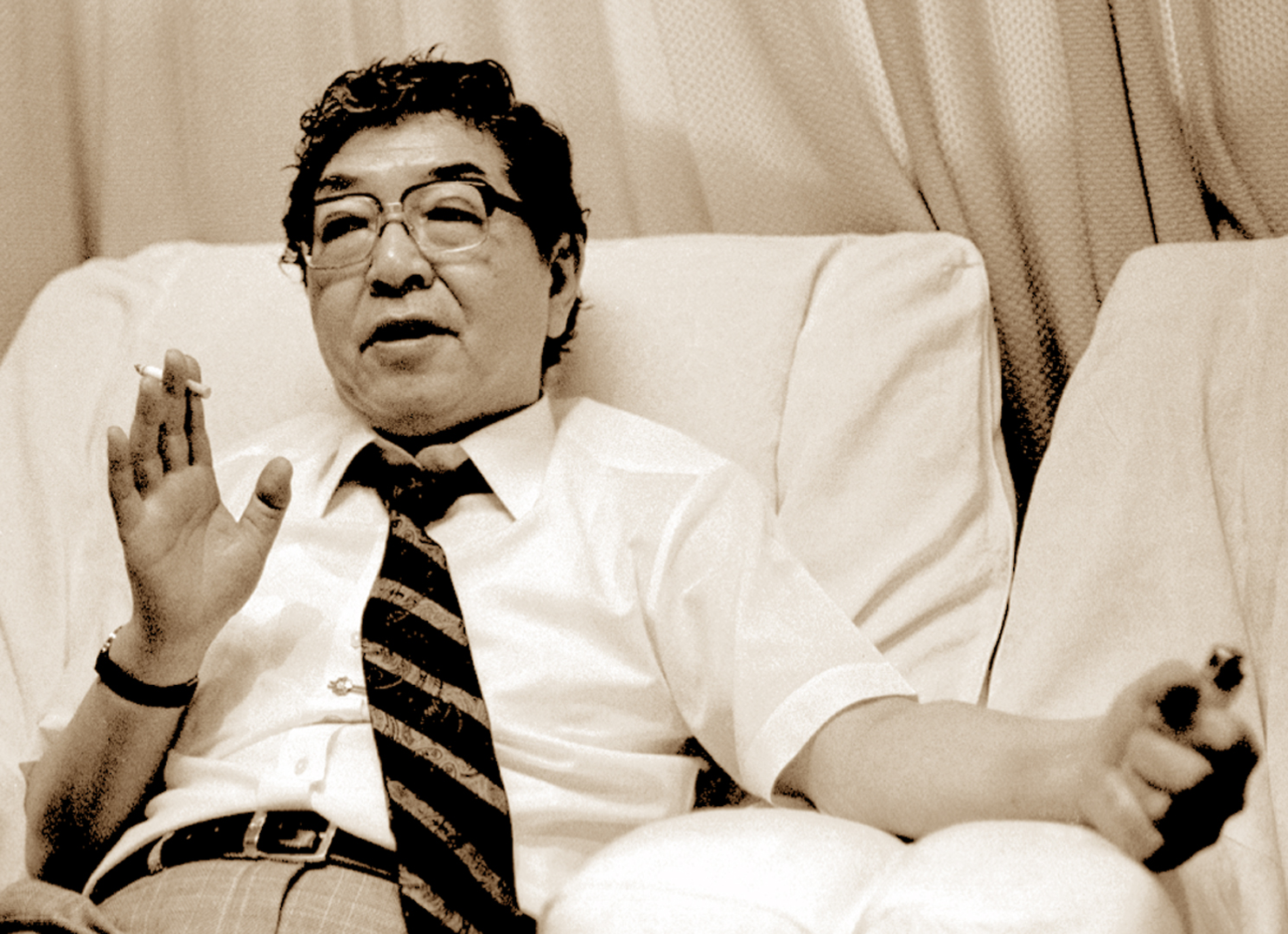
Hosoe ve svém studiu o japonské fotografii, Tokio 1989

Eikó Hosoe (細江 英公, Hosoe Eikō, 18. března 1933 Jonezawa, Jamagata – 16. září 2024 Tokio) byl japonský fotograf a filmový režisér, osobnost experimentálního uměleckého hnutí v Japonsku po druhé světové válce. Hosoe je nejznámější svými temnými, velmi kontrastními černobílými fotografiemi lidských postav. Jeho obrazy jsou často psychologicky nabité a zkoumají témata jako smrt, erotická posedlost a iracionálnost. Některé z jeho fotografií se vztahují k náboženství, filosofii a mytologii, zatímco jiné jsou téměř abstraktní, jako je například Muž a žena č. 24, z roku 1960. Byl profesionálně a osobně spojen s spisovatelem Jukio Mišima a experimentálními umělci 60. let, jako byl tanečník Tacumi Hidžikata, ačkoli jeho práce se vztahuje k různorodosti předmětů. Jeho fotografie je nejen známá svým uměleckým vlivem, ale také svým širším přínosem k pověsti jeho subjektů.

## Životopis
Hosoeovo rodné jméno bylo Tošihiro (敏廣); po druhé světové válce přijal jméno „Eikó“ jako symbol nového Japonska. Byl svědkem bombardování Tokia v roce 1944 a jeho rodina byla následně evakuována do vesnice jeho matky. Vrátil se do Tokia, kde byl primárně vychován. Je starším bratrem návrháře Isao Hosoa.
Na střední škole byl členem fotografického kroužku a anglického kroužku. V roce 1950 vyfotografoval malou dívku žijící na vojenské základně, kterou každý týden navštěvoval a absolvoval u ní kurzy angličtiny. Tento snímek Poddie Jawoski vyhrál hlavní cenu studentské sekce v roce 1951 ve Fuji Photo Contest. Poté se rozhodl věnovat fotografii profesionálně. Po střední škole navštěvoval Tokijskou školu fotografie. Na začátku 50. let se jako student připojil k "Demokrato", skupině avantgardních umělců vedenou umělcem Ei-Q. Na konci 50. let, po absolvování Tokijské školy fotografie, pracoval jako nezávislý fotograf pro fotografické časopisy a časopisy pro ženy. V této době se také začal stýkat s dalšími mladými, progresivními fotografy, jako jsou Kikudži Kawada, Šómei Tómacu nebo Ikkó Narahara. Hosoe spoluzaložil v roce 1959 kolektiv „Vivo“, který je pojmenován podle esperantského slova pro „život“.
V roce 1960 Hosoe založil Jazz Film Laboratory (Jazzu Eiga Jikken-šicu) se Šudžim Terajamou, Šintaro Išiharou a dalšími. The Jazz Film Laboratory byl multidisciplinární umělecký projekt zaměřený na produkci vysoce expresivních a intenzivních děl, jako byl například Hosoeův krátký černobílý film z roku 1960 Navel and A-Bomb (Heso to genbaku). Historička umění a kurátorka Alexandra Munroe popisuje, že skupina byla „anti-tradiční, proti autoritám a proti sociálnímu realismu“ a „záměrně odmítala zdravý rozum“ a „konvence rigidní společnosti“. Mezi další významné umělecké vazby té doby patří Daidó Morijama, který v roce 1961 pracoval jako Hosoeův asistent.
V šedesátých letech Hosoe každoročně cestoval do zahraničí, sledoval umění skupiny Fluxus v New Yorku a Antonia Gaudího v Barceloně. Gaudího architektura se stala důležitým námětem pro Hosoeovy fotografie.

## Vztah s Hidžikatou
Hosoe se poprvé setkal s Tacumi Hidžikatou v roce 1958, kdy společnost posledně jmenovaného provedla interpretaci románu Jukio Mišima Kindžiki (Zakázané barvy), o tajné homosexuální touze. Interpretace představovala dva tanečníky v interakci s kuřetem, což Hosoe popsal jako „divoké“. Podle kurátora a akademika Jasufumiho Nakamoriho setkání zásadně změnilo Hosoeův vztah k jeho fotografickým tématům, v nichž Hosoe „začal považovat sám sebe za zapojeného do vytváření odlišného prostoru a času“.
Hosoe začal pracovat s Hidžikatou, nejprve na brožuře fotografií, která byla uvedena v první velké sbírce Hosoe, Muž a žena v roce 1961. Oba následně společně cestovali do domovské prefektury Hidžikata Akita při několika příležitostech, během nichž se naplnila jejich spolupráce Kamaitači (1969). Hosoe natočil Kamaitači s Hidžikatou jako modelem, sérii snímků, které odkazují na příběhy nadpřirozené bytosti – „lasice srpkovité“ – která pronásledovala japonský venkov Hosoeho dětství. Munroe popisuje kamaitači jako "malé neviditelné zvíře, o kterém se věřilo, že v noci napadá lidi v rýžových polích. Když udeřilo, člověk našel své končetiny a maso rozřezané jako létající čepel, ale kupodivu byly rány bez krve." Na fotografiích je Hidžikata vidět, jak se jako duch potuluje po drsné krajině a čelí farmářům a dětem. Zpočátku hraje roli blázna, na konci série je Hidžikata viděn, jak zlověstně odvádí mladého chlapce.
V roce 1968 Tadanori Jokoo navrhl plakát pro Kamaitači, který byl výstavní a vydaný v knižní podobě. Kamaitači byla také zahrnuta jako taneční složka v choreografii a provedení Hidžikaty v Nikon Salonu v Tokiu na vernisáži fotografické výstavy.

## Vztah s Mišimou
Muž a žena, první fotografickou spolupráci Hosoe a Hidžikaty, viděl Hidžikatův přítel a spisovatel Jukio Mišima, který Hosoeho požádal o fotografie, které by se objevily v jeho sbírce esejů. Následným výsledkem byl "The Assault of Beauty." Poté Hosoe požádal Mišimu, aby mu stál modelem. Uvádí se, že Mišima řekl Hosoemu: "Oddám se ti jako subjekt pro tvou kameru. Chci, abys mě bez obav využíval, jak uznáš za vhodné, a pořizoval jakékoli snímky, které tvoje vize navrhne." To vedlo k jejich známým Killed by Roses nebo Ordeal by Roses (Bara-kei, 薔薇刑, 1961–1962). Na těchto fotografiích vytvořil Hosoe sérii temných, erotických obrazů zaměřených na mužské tělo s dramaticky pózujícím Mišimou. Seriál byl primárně pořízen v spisovatelově domě v tokijské čtvrti Magome mezi podzimem 1961 a jarem 1962. Fotografie využívají rekvizity, jako je zahradní hadice a palička, se zdánlivě symbolickým, ale nejednoznačným efektem. Mišima byl s fotografiemi spokojen, částečně proto, že odolávaly přímým nebo jedinečným interpretacím.
Potěšeni výsledkem se tito dva rozhodli znovu spolu fotografovat. Tentokrát Mišima řekl své ženě, aby s dětmi odešla předem, a tvrdil, že fotografování může mít negativní dopad na jejich morálku. Tyto následné fotografie občas zobrazují další lidi, jako je Hidžikata nebo herečka Kjoko Enami, někdy evokují aspekty Mišimových oblíbených obrazů od Botticelliho a Giorgiona. V předmluvě k publikovanému vydání Mišima vypráví: „Svět, do kterého jsem byl unesen kouzlem jeho objektivu, byl abnormální, pokřivený, sarkastický, groteskní, divoký a promiskuitní... přesto tam byl jasný spodní proud lyrického proudu, jemně jeho neviditelnými kanály." Během této doby byl Hosoeovým asistentem Daidó Morijama. Vzpomněl si na složitou a obtížnou techniku temné komory, kterou musel použít, aby vytvořil obrazy, které si Hosoe představoval. Skládání negativů vytváří snový nebo mytologický efekt, umocněný ostrým kontrastem a sugestivní obrazností.
Jedna z těchto fotografií se v roce 1961 objevila na obálce Mišimova „Assault of Beauty“ (Bi no shúgeki), sbírky esejů publikované vydavatelstvím Kódanša. Následující rok byly fotografie vystaveny na výstavě „Non“, kterou zorganizoval Tacuo Fukušima v obchodním domě Macuda v Tokiu. Obrázky byly poté publikovány jako Barakei v březnu 1963 ve velkoformátové knize, kterou navrhl Kóhei Sugiura. Kniha byla uspořádána do pěti kapitol: Předmluva, Každodenní civilní život, Pohrdavé hodiny aneb Lenivý svědek, Různá rouhání a Ordeal by Roses. Podle Hosoea Mišima navrhl několik titulů, z nichž byl Barakei vybrán, včetně „Smrt a prostořekost“, „Variace vášně“, „Sketches of Martyrdom“. Mišima později řekl, že Hosoeho fotografie mu umožnily žít v „groteskním, barbarském a rozptýleném“ vnitřním světě, zachyceném „čistým proudem lyriky“. Práce vynesla Hosoemu v Japonsku značnou proslulost.
V roce 1970 se Hosoe rozhodl znovu publikovat sbírku fotografií pořízených s Mišimou jako nové mezinárodní vydání. Toto nové vydání měl navrhnout umělec Tadanori Jokoo. Vydání bylo naplánováno na listopad, ale bylo odloženo, když se Jokoo stal účastníkem autonehody. Krátce poté, 25. listopadu, došlo k „Mišimskému incidentu“, který skončil Mišimovou rituální sebevraždou seppuku v roce 1970. Hosoe poznamenal, že si v této době všiml některých neobvyklých věcí, jako je brzké dokončení a doručení Mišimovy předmluvy k Hosoeově nadcházející sbírce Hójó (Objetí), ačkoli Mišimova sebevražda byla pro jeho přítele Hosoe naprostým překvapením.
Hosoe zastavil práci na druhém vydání Killed by Roses, protože si nebyl jistý, jak bude přijato bezprostředně po Mišimově velkolepé sebevraždě. Významným důvodem bylo, že nechtěl, aby to vypadalo, že využívá Mišiminu smrt pro svůj osobní prospěch. Vdova po Mišimovi, Joko Mišima, ho však přesvědčila, aby pokračoval v plánovaném vydávání, a poznamenala, že její zesnulý manžel jeho vydání dychtivě očekával. Edice byla vydána v lednu 1971 společností Šúeiša International. Hosoe od té doby vyjádřil znepokojení nad tím, že je příliš úzce spojen s Mišimou a jeho odkazem, ačkoli jeho práce se spisovatelem zahrnují trvalý aspekt fotografova odkazu.

## Pozdější práce a úspěchy
Zatímco Hosoe je často spojován s Hidžikatou a Mišimou pro vlivná, kolaborativní díla, která s nimi produkoval, fotografoval také mnoho svých dalších přátel - umělců. Patří mezi ně Simon Jocuja, tvůrce převlékacích panenek, a Kazuo Ohno, choreograf a tanečník formy Butó s Hidžikatou, který si vyvinul svůj vlastní osobitý styl a vystupoval až do své smrti ve věku 103 let. Jedna fotografie zachycuje Ohna, který už ve stáří nebyl pohyblivý, jak tančí rukama na invalidním vozíku.
V roce 1992 proběhla 30letá retrospektiva „Eikó Hosoe: Meta“ v Muzeu fotografických umění v San Diegu. Devadesátá léta přinesla i další aktivity Hosoa v Americe, například vedení fotografických workshopů aktů na různých místech zaměřených na práci s modelkou. Mezi jeho vlastní práce z toho patří série Luna Rossa (2000), která byla fotografována na Aljašce, v Coloradu a na severu státu New York. Práce je pozoruhodná tím, že využíval techniky temné komory, jako je solarizace a maskování, které vytvářejí efekty intenzity atypické pro jeho předchozí tvorbu.
Hosoe byl ředitelem Muzeua umělecké fotografie Kijosato (Kijosato, Jamanaši) od jeho otevření v roce 1995. Muzeum uspořádalo retrospektivu jeho fotografií v roce 2021. V roce 2002 mu byla udělena zvláštní cena od Japonské fotografické společnosti. V roce 2003 mu byla udělena zvláštní medaile a čestné členství (HonFRPS) v Královské fotografické společnosti jako uznání trvalého a významného příspěvku k umění fotografie.
Eikó Hosoe zemřel 16. září 2024 ve věku 91 let.

## Publikace
- Hosoe, Eikó a Jukio Mišima. Killed by roses. Tokio: Šueiša, 1963.
- Hosoe, Eikó.鎌鼬 = Kamaitači. Tokio: Gendai Šichoša, 1969.
- Hosoe, Eikó. Objetí. Aši sonorama co, 1971.
- Hosoe, Eikó, Tadanori Jokoo a Jukio Mišima. Ordeal by roses reedited. Tokio: Šueiša, 1971.
- Hosoe, Eikó.薔薇刑 = Ba*ra*kei = UOrdeal by roses: photographs of Yukio Mišima. New York: Aperture, 1985..
- Hill, Ronald J. Eikó Hosoe. Carmel, CA: Friends of Photography, 1986. ISBN 0-933286-46-5.
- Hosoe, Eikó. Eikó Hosoe, meta. New York: Mezinárodní centrum fotografie, 1991. ISBN 0-933642-16-4.
- Holborn, Mark. Eikó Hosoe (Aperture Masters of Photography). New York: Aperture, 1999. ISBN 0-89381-824-0.
- Hosoe, Eikó.鎌鼬 = Kamaitači. New York: Aperture, 2005. ISBN 1-931788-80-4. Dotisk vydání.
- Hosoe, Eikó a Kazuo Ohno. Motýlí sen. Kjóto: Seigenša, 2006. ISBN 4-86152-092-4.
- Hosoe, Eikó. Smrtící popel: Pompeje, Osvětim, Trinity Site, Hirošima. Tokio: Madoša, 2007. ISBN 978-4-89625-086-2.
- Hosoe, Eikó.鎌鼬 = Kamaitači. New York: Aperture, 2009. ISBN 978-1-59711-121-8. Obchodní vydání.
- Eikó Hosoe. Londýn: Mack, 2021. Editor: Jasufumi Nakamori. ISBN 978-1-913620-24-0.[22][23]